# Gran Premio Cristal Energie
El Gran Premio Cristal Energie (oficialmente: Grand Prix Cristal Energie) es una carrera ciclista francesa que se disputaba entre Montmorillon (Vienne) y Chaillac (Indre), a mediados del mes de julio. 
Creada en 1984 fue una competición amateur. Tras no disputarse en 2005 desde el 2006 fue profesional formando parte del UCI Europe Tour dentro de la categoría 1.2 (última categoría del profesionalismo), siendo su última edición profesional en 2009. A partir del 2010 volvió a ser amateur integrada en la Copa de Francia amateur.
Debido a que la mayoría de sus ediciones han sido amateur la mayoría de ganadores han sido franceses.

## Palmarés
En amarillo: ediciones amateur
| Año  | Ganador              | Segundo               | Tercero               |
| ---- | -------------------- | --------------------- | --------------------- |
| 1984 | Franck Boucanville   | Pascal Audoux         | Jean-Luc Garnier      |
| 1986 | Jean-Marie Lemoine   | Patrick Friou         | Philippe Pitrou       |
| 1987 | Nicolas Dubois       | Claude Carlin         | Bruno Bonnet          |
| 1988 | Patrick Friou        | Serge Bodin           | Thierry Barrault      |
| 1989 | Thierry Barrault     | Claude Carlin         | Philippe Delaurier    |
| 1990 | Félix Urbain         | Pierrick Gillereau    | Laurent Eudeline      |
| 1991 | Czeslaw Rajch        | Sylvain Bolay         | Stéphane Boury        |
| 1992 | Jean-Pierre Bourgeot | Czeslaw Rajch         | Nicolas Jalabert      |
| 1993 | Walter Bénéteau      | Nicolas Jalabert      | Ludovic Auger         |
| 1994 | Jacek Bodyk          | Denis Marie           | Dariusz Wojciechowski |
| 1995 | Jeremy Hunt          | Gérald Lievin         | Jérôme Gannat         |
| 1996 | Vincent Cali         | Piotr Wadecki         | Christopher Jenner    |
| 1997 | Grzegorz Gwiazdowski | Fabrice Parent        | Olivier Perraudeau    |
| 1998 | Franck Renier        | Laurent Paumier       | Serge Barbara         |
| 1999 | Eric Drubay          | Gérald Marot          | Carlo Meneghetti      |
| 2000 | Ludovic Vanhee       | Alexandre Grux        | Frédéric Lecrosnier   |
| 2001 | Tomasz Kaszuba       | Stéphan Ravaleu       | Yuriy Metlushenko     |
| 2002 | Samuel Plouhinec     | Jacek Tadeusz Morajko | Freddy Ravaleu        |
| 2003 | Samuel Plouhinec     | Mika Hietanen         | Tony Cavet            |
| 2004 | Benoît Luminet       | Maxime Mederel        | Jérôme Bouchet        |
| 2005 | no se disputó        | no se disputó         | no se disputó         |
| 2006 | Carlos Torrent       | Mathieu Drujon        | René Jørgensen        |
| 2007 | Florian Morizot      | Jonas Aaen Jørgensen  | Médéric Clain         |
| 2008 | Dan Craven           | Guillaume Bonnafond   | Jarosław Marycz       |
| 2009 | Martin Pedersen      | Robert Retschke       | Troels Vinther        |
| 2010 | Lilian Jégou         | Herberts Pudans       | Thomas Girard         |
| 2011 | Renaud Pioline       | Arnaud Démare         | Bryan Nauleau         |
| 2012 | Bryan Coquard        | Warren Barguil        | Stéphane Rossetto     |
| 2013 | Benoît Daeninck      | Thomas Girard         | Maxime Renault        |
| 2014 | Yann Guyot           | Julien Duval          | Kévin Lalouette       |
| 2015 | Thomas Rostollan     | Alexandre Delétang    | Fabien Grellier       |

## Palmarés por países
| País        | Victorias |
| ----------- | --------- |
| Francia     | 22        |
| Polonia     | 4         |
| Reino Unido | 1         |
| España      | 1         |
| Namibia     | 1         |
| Dinamarca   | 1         |